# رابرت پکستون
رابرت پکستون (انگلیسی: Robert Paxton؛ ۱۹۳۲ (۹۲–۹۳ سال) –) دانشمند در زمینه علوم سیاسی و تاریخ‌نگار متخصص در زمینه فرانسه ویشی، فاشیسم و اروپا در جنگ جهانی دوم اهل ایالات متحده آمریکا بود.
وی همچنین برندهٔ جوایزی همچون لژیون دونور (افسر) شده‌است.